# Atletica leggera ai Giochi della XXIX Olimpiade - 5000 metri piani maschili
Ai Giochi della XXIX Olimpiade, tenutisi a Pechino nel 2008, la competizione dei 5000 metri piani maschili si è svolta il 20 e il 23 agosto presso lo Stadio nazionale di Pechino.

## Presenze ed assenze dei campioni in carica
| Competizione         | Atleta              | Prestazione | Pechino 2008 |
| -------------------- | ------------------- | ----------- | ------------ |
| Olimpiadi 2004       | Hicham El Guerrouj  | 13'14"39    | Rit. 2005    |
| Commonwealth 2006    | Augustine Choge     | 12'56”41    | Presente     |
| Europei 2006         | Jesús España        | 13'44"70    | Presente     |
| Coppa del mondo 2006 | Saif Saaeed Shaheen | 13'35”30    | Infortunato  |
| Asiatici 2006        | James Kwalia        | 13'38”90    | Assente      |
| Panamericani 2007    | Ed Moran            | 13'25"60    | Non qual.    |
| Africani 2007        | Moses Kipsiro       | 13'12”51    | Presente     |
| Mondiali 2007        | Bernard Lagat       | 13'45"87    | Presente     |
|                      |                     |             |              |
| Mondiali junior 2004 | Augustine Choge     | 13'28”93    | Presente     |

1. ↑  Di origine kenyota.

## Gara
Tutti i migliori passano il turno eliminatorio. Non si presenta alla partenza Rashid Ramzi, appagato per la vittoria nei 1500. È invece alla partenza Kenenisa Bekele, fresco vincitore dei 10000.
La finale parte a passo lento: il primo km è percorso in 2'45"49. Prendono il comando della corsa i tre etiopi, Bekele (Kenenisa e Tariku) e Cherkos. Ai 3000 metri (percorsi in 8'00"85) Kenenisa Bekele rompe gli indugi ed aumenta il ritmo perentoriamente. Percorre un giro in 59"9 e il seguente in 61"3. I due connazionali rimangono subito indietro; i kenioti Kipchoge e Soi li scavalcano e si pongono all'inseguimento del capolista.
Ai 4000 metri (percorsi in 10'32"52) il campione mondiale Bernard Lagat ha un netto cedimento (finirà la corsa con mezzo giro di distacco dal vincitore). Bekele corre il quarto km in un tempo proibitivo per molti: 2'31"67. Dietro di lui, i due keniani e l'ugandese Kipsiro, poi il vuoto. A due giri dalla fine i tre inseguitori hanno ancora qualche possibilità di raggiungere la testa della corsa, ma Soi e Kipsiro, terzo e quarto, all'ultimo giro rimangono indietro. Per Bekele rimane da fiaccare la resistenza del solo Kipchoge. Si produce in un allungo irresistibile che gli consente di compiere l'ultimo giro in 53"87, ben cinque secondi più veloce del keniota. Il distacco tra i due è ampio: 35 metri. Il vincitore ha percorso l'ultimo km in 2'25"30 ed ha demolito il record olimpico, battendolo di quasi otto secondi.

## Batterie
Si qualificano per la finale i primi 4 classificati di ogni batteria. Vengono ripescati i 3 migliori tempi degli esclusi.

### 1ª Batteria
| Pos. | Atleta               | Nazione     | Tempo    | Note |
| ---- | -------------------- | ----------- | -------- | ---- |
| 1    | Matthew Tegenkamp    | Stati Uniti | 13'37"36 | Q    |
| 2    | Eliud Kipchoge       | Kenya       | 13'37"50 | Q    |
| 3    | Tariku Bekele        | Etiopia     | 13'37"63 | Q    |
| 4    | Kidane Tadese        | Eritrea     | 13'37"72 | Q    |
| 5    | Aelemayehu Bezabeh   | Spagna      | 13'37"88 | q    |
| 6    | Alistair Ian Cragg   | Irlanda     | 13'38"57 | q    |
| 7    | Juan Luis Barrios    | Messico     | 13'42”39 | q    |
| 8    | Anis Selmouni        | Marocco     | 13'43”70 |      |
| 9    | Aadam Ismaeel Khamis | Bahrein     | 13'44”76 |      |
| 10   | Collis Birmingham    | Australia   | 13'44”90 |      |
| 11   | Geofrey Kusuro       | Uganda      | 13'50”50 |      |
| 12   | Sultan Khamis Zaman  | Qatar       | 13'53”38 |      |
| 13   | Takayuki Matsumiya   | Giappone    | 14'20”24 |      |
| 14   | Soe Min Thu          | Birmania    | 15'50”56 |      |

### 2ª Batteria
| Pos. | Atleta               | Nazione       | Tempo    | Note |
| ---- | -------------------- | ------------- | -------- | ---- |
| 1    | Edwin Cheruiyot Soi  | Kenya         | 13'46”41 | Q    |
| 2    | Moses Ndiema Kipsiro | Uganda        | 13'46”58 | Q    |
| 3    | Abreham Cherkos      | Etiopia       | 13'47”60 | Q    |
| 4    | Jesús España         | Spagna        | 13'48”88 | Q    |
| 5    | Ali Abdalla          | Eritrea       | 13'49”68 |      |
| 6    | Mohammed Farah       | Gran Bretagna | 13'50”95 |      |
| 7    | Adrian Blincoe       | Nuova Zelanda | 13'55”27 |      |
| 8    | Mourad Marofit       | Marocco       | 14'00”76 |      |
| 9    | Ian Dobson           | Stati Uniti   | 14'05”47 |      |
| 10   | Tonny Wamulwa        | Zambia        | 14'06”96 |      |
| 11   | Kevin Sullivan       | Canada        | 14'09”16 |      |
| 12   | Ali Saïdi-Sief       | Algeria       | 14'15”00 |      |
| 13   | Nader Al-Massri      | Palestina     | 14'41”10 |      |
|      | Rashid Ramzi         | Bahrein       | NP       |      |

### 3ª Batteria
| Pos. | Atleta                      | Nazione        | Tempo    | Note                                     |
| ---- | --------------------------- | -------------- | -------- | ---------------------------------------- |
| 1    | Bernard Lagat               | Stati Uniti    | 13'39"70 | Q                                        |
| 2    | James Kwalia C'Kurui        | Qatar          | 13'39"96 | Q                                        |
| 3    | Kenenisa Bekele             | Etiopia        | 13'40"13 | Q                                        |
| 4    | Thomas Pkemei Longosiwa     | Kenya          | 13'41"30 | Q                                        |
| 5    | Craig Mottram               | Australia      | 13'44”39 |                                          |
| 6    | Moukheld Al-Outaibi         | Arabia Saudita | 13'47”00 |                                          |
| 7    | Kensuke Takezawa            | Giappone       | 13'49”42 | Miglior prestazione personale stagionale |
| 8    | Monder Rizki                | Belgio         | 13'54”41 |                                          |
| 9    | Alberto García              | Spagna         | 13'58”20 |                                          |
| 10   | Philippe Bandi              | Svizzera       | 13'59”68 |                                          |
| 11   | Abdelaziz Ennaji El Idrissi | Marocco        | 14'05”30 |                                          |
| 12   | Abdinasir Said Ibrahim      | Somalia        | 14'21”58 |                                          |
|      | Selim Bayrak                | Turchia        | NP       |                                          |
|      | Hasan Mahboob               | Bahrein        | NP       |                                          |
|      | David Galván                | Messico        | NP       |                                          |

Legenda:
Q = Qualificato per le semifinali;

q = Ripescato per le semifinali;

RN = Record nazionale;

RP = Record personale;

NP = Non partito;

Rit. = Ritirato. 

## Finale

Video della Finale
– Parte 1ª

Video della Finale
– Parte 2ª

Sabato 23 agosto, ore 20:10. Stadio nazionale di Pechino.
| Primatista mondiale | 12'37"35 | Kenenisa Bekele | Presente |
| Primatista stag.le  | 12'50"55 | Moses N. Masai  | N. Qual. |

1. ↑  Record stabilito nel 2004.
2. ↑  Alla data del 1º agosto 2008.

| Pos | Paese       | Atleta               | Tempo    | Note                                     |
| --- | ----------- | -------------------- | -------- | ---------------------------------------- |
|     | Etiopia     | Kenenisa Bekele      | 12'57"82 | Record olimpico                          |
|     | Kenya       | Eliud Kipchoge       | 13'02"80 |                                          |
|     | Kenya       | Edwin Cheruiyot Soi  | 13'06"22 | Miglior prestazione personale stagionale |
| 4   | Uganda      | Moses Ndiema Kipsiro | 13'10"56 |                                          |
| 5   | Etiopia     | Abreham Cherkos      | 13'16"46 |                                          |
| 6   | Etiopia     | Tariku Bekele        | 13'19"06 |                                          |
| 7   | Messico     | Juan Luis Barrios    | 13'19"79 | Miglior prestazione personale stagionale |
| 8   | Qatar       | James Kwalia C'Kurui | 13'23"48 |                                          |
| 9   | Stati Uniti | Bernard Lagat        | 13'26"89 |                                          |
| 10  | Eritrea     | Kidane Tadasse       | 13'28"40 |                                          |
| 11  | Spagna      | Alemayehu Bezabeh    | 13'30"48 |                                          |
| 12  | Kenya       | Thomas P. Longosiwa  | 13'31"34 |                                          |
| 13  | Stati Uniti | Matthew Tegenkamp    | 13'33"13 |                                          |
| 14  | Spagna      | Jesus Espana         | 13'55"54 |                                          |
|     | Irlanda     | Alistair Ian Cragg   | Rit.     |                                          |

Kenenisa Bekele realizza la doppietta 5000-10000 nella stessa Olimpiade. Il suo nome affianca quello di mezzofondisti che hanno fatto la storia della specialità, come Hannes Kolehmainen (1912), Emil Zátopek (1952), Vladimir Kuc (1956), Lasse Virén (1972 e 1976) e Miruts Yifter (1980).